# اون‌بی‌بیوم

اون‌بی‌بیوم

اون‌بی‌بیوم، که به عنوان عنصر ۱۲۲ یا اِکا-توریم نیز شناخته می‌شود، یک عنصر شیمیایی فرضی در جدول تناوبی با نماد Ubb و شماره اتمی ۱۲۲ است. Unbibium و Ubb به ترتیب نام و نماد سیستماتیک IUPAC هستند که تا زمان کشف، تأیید و استفاده از نام دائم مورد استفاده قرار می‌گیرند. در جدول تناوبی عناصر، انتظار می‌رود به دنبال اون‌بی‌اونیوم به عنوان عنصر دوم از superactinides و عنصر چهارم از دوره ۸ باشد. به‌طور مشابه برای اون‌بی‌بیوم، پیش‌بینی می‌شود در جزیره پایداری قرار بگیرد، به‌طور بالقوه پایداری بیشتری را در برخی ایزوتوپ‌ها فراهم می‌کند، خصوصاً 306 Ubb که انتظار می‌رود عدد جادویی نوترون‌ها ۱۸۴ را داشته باشد.
علیرغم چندین بار تلاش، اون‌بی‌بیوم هنوز سنتز نشده‌است، و همچنین هیچ ایزوتوپی که به‌طور طبیعی رخ می‌دهد برای این عنصر وجود ندارد. در حال حاضر هیچ برنامه ای برای تلاش برای سنتز اون‌بی‌بیوم وجود ندارد. در سال ۲۰۰۸، ادعا شد که در نمونه‌های توریم طبیعی کشف شده‌است، اما این ادعا اکنون با تکرارهای اخیر آزمایش با استفاده از تکنیک‌های دقیق‌تر رد شده‌است.
از نظر شیمیایی انتظار می‌رود اون‌بی‌بیوم شباهت‌هایی به سریم و توریم داشته باشد. با این وجود، اثرات نسبی ممکن است باعث شود که برخی از خصوصیات آن متفاوت باشد. به عنوان مثال، انتظار می‌رود پیکربندی الکترون حالت زمینی از [ Og ] 7d 1 8s 2 8p 1، با وجود موقعیت پیش‌بینی شده خود در سری superactinide g-block داشته باشد.

## تاریخ

### تلاش برای سنتز

#### تبخیر فیوژن
اولین تلاش‌ها برای سنتز آن‌بیبیوم در سال ۱۹۷۲ توسط گئورگی فلروف و همکارانش در انستیتوی مشترک تحقیقات هسته ای (JINR)، با استفاده از واکنش‌های سنگین یون ناشی از یون‌های سنگین انجام شد.